# آرش رئیسی‌نژاد
آرش رئیسی‌نژاد (زاده ۱۳۶۳) پژوهشگر، تحلیل‌گر و استاد دانشگاه ایرانی است. او در حال حاضر به عنوان پژوهشگر مهمان در مرکز خاورمیانه دانشگاه علوم اقتصاد و سیاسی لندن و گروه حکمرانی دانشگاه هاوارد فعالیت می‌کند. رئیسی‌نژاد در گذشته عضو هیئت علمی روابط بین‌الملل دانشگاه تهران بود. مسائل ایران، روابط بین‌الملل و ژئوپلیتیک از جمله حوزه‌های پژوهش و تدریس او به شمار می‌رود. رئیسی‌نژاد از جمله استادان علوم سیاسی ایران است که در رسانه‌ها و شبکه‌های اجتماعی حضور دارد و به تحلیل موضوعات مرتبط با ایران می‌پردازد. عمده شهرت او به دلیل حضور در رسانه‌ها به عنوان کارشناس ژئوپلیتیک و روابط خارجی است. در اسفند ۱۴۰۱ برخی رسانه‌ها از تعلیق آرش رئیسی‌نژاد از استادیاری دانشگاه تهران خبر دادند که با واکنش رسانه‌ها و دانشجویان مواجه شد. هیئت جذب وزارت علوم و تحقیقات و فناوری در نامه ای به دانشگاه تهران با ادامه همکاری ایشان در  گروه روابط بین الملل دانشگاه تهران مخالفت کرد. 

## زندگی
رئیسی‌نژاد در سال ۱۳۶۳ متولد شد. او نخست در سال ۱۳۸۱ در دانشگاه صنعتی شریف برای تحصیل در مقطع کارشناسی مهندسی شیمی پذیرفته و در سال ۱۳۸۶ فارغ‌التحصیل شد. وی در دوران تحصیل کارشناسی در دانشگاه صنعتی شریف دبیر انجمن اسلامی دانشجویان این دانشگاه بود. رئیسی‌نژاد در سال ۱۳۸۶ به دانشگاه تهران رفت و در آنجا در مقطع کارشناسی ارشد علوم سیاسی تحصیل کرد. او پس از دانش‌آموختگی در مقطع کارشناسی ارشد علوم سیاسی به دانشگاه بین‌المللی فلوریدا رفت و مقاطع کارشناسی ارشد و دکترا را در رشته روابط بین‌الملل در آنجا ادامه داد و در سال ۱۳۹۶ فارغ‌التحصیل شد. رئیسی‌نژاد در سال ۱۳۹۸ به ایران بازگشت و به عنوان استادیار روابط بین‌الملل گروه روابط بین‌الملل دانشگاه تهران به تدریس پرداخت و برای مدتی در زمان ریاست ناصر هادیان جزی بر گروه روابط بین الملل دانشگاه تهران، معاونت این گروه را بر عهده داشت.

## آثار
از آرش رئیسی‌نژاد دو کتاب و چندین مقاله در حوزه‌های ژئوپلیتیک، روابط بین‌الملل و مسائل ایران به زبان‌های فارسی و انگلیسی منتشر شده است. 
کتاب‌های آرش رئیسی‌نژاد عبارت‌اند از:
- شاه و شطرنج قدرت در خاورمیانه، این کتاب با نام اصلی «The Shah of Iran, the Iraqi Kurds and the Lebanese Shia» به زبان انگلیسی و از سوی انتشارات «پالگریو-مک میلان» در سال ۲۰۱۸ منتشر شده است.[۱۱] این کتاب تا کنون به زبان‌های فارسی و کردی ترجمه شده است[۱۲]
- ایران و راه ابریشم نوین، این کتاب در سال ۱۴۰۰ و توسط انتشارات دانشگاه تهران منتشر شد.[۱۳][۱۴]

## حاشیه‌ها
در سال ۹۸ و در پی جذب آرش رئیسی‌نژاد در کسوت استادی دانشگاه تهران، روزنامه کیهان در مقاله‌ای به او و جذب‌های دانشگاه تهران حمله کرد و او را به دلایلی از جمله تحصیل در دانشگاه فلوریدا فاقد صلاحیت برای تدریس در این دانشگاه خواند.
در اسفند ۱۴۰۱ رسانه‌ها از تعلیق آرش رئیسی‌نژاد از استادیاری دانشگاه تهران خبر دادند. این خبر با واکنش‌های مختلفی از سوی رسانه‌ها و دانشجویان مواجه شد. برخی رسانه‌ها تعلیق این استاد دانشگاه را با حمایت از دانشجویان در جریان خیزش ۱۴۰۱ ایران مرتبط دانستند.